# Winthemiini
Winthemiini (лат.) — триба двукрылых семейства тахин подсемейства Exoristinae.

## Описание
Глаза в густых волосках разделены лбом. Кпереди лобная полоска расширяется. Глазковые щетинки направлены вперёд. Орбитальные щетинки отсутствуют или у самцов может быть одна такая щетинка. Щупики булавовидные. Щиток с одной парой дискальных (на верхней поверхности) и 4-5 парами краевых щетинок. Крылья прозрачные, иногда имеют слабый бледно желтый оттенок. У самок имеется яйцеклад длинный трубчатый яйцеклад.

## Образ жизни
Личинки паразитируют преимущественно на гусеницах чешуекрылых, в том числе являющихся вредителями культурных растений. Вид Smidtia japonica развивается в булавоусых пилильщиках. Самки откладывают яйца на тело хозяина, без инкубации их в половых путях.

## Классификация
В мировой фауне около 200 видов в 16 родах.
- Avibrissosturmia Townsend, 1927
- Chesippus Reinhard, 1967
- Diotrephes Reinhard, 1964
- Euwinthemia Blanchard, 1963
- Hemisturmia Townsend, 1927
- Hemisturmiella Guimarães, 1983
- Nemorilla Rondani, 1856
- Orasturmia Reinhard, 1947
- Ossidingia Townsend, 1919
- Parachetolyga Bischof, 1904
- Procarcelia Townsend, 1927
- Protypophaemyia Blanchard, 1963
- Rhaphiochaeta Brauer & Bergenstamm, 1889
- Smidtia Robineau-Desvoidy, 1830
- Triodontopyga Townsend, 1927
- Winthemia Robineau-Desvoidy, 1830

## Распространение
Встречаются во всех зоогеографических областях.